# Quiviut

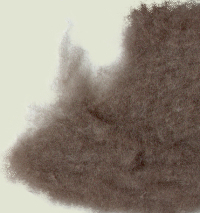
Floc de llana quiviut.

El quiviut és el borrissol intern del pelatge del bou mesquer. El mateix terme pot significar, en Inuktitut, el plomissol intern dels ocells.

## Origen del terme
Es tracta d'un terme esquimal. Amb poques variacions és comú en llengües properes.
| Llengua     | Terme                              |
| ----------- | ---------------------------------- |
| Inuktitut   | qiviuq [singular], qiviut [plural] |
| Inuinnaqtun | qiviuq                             |
| Inupiaq     | qiviu, qiviuq                      |
| anglès      | qiviut                             |
| italià      | quiviut                            |
| català      | quiviut                            |

## Característiques del pèl

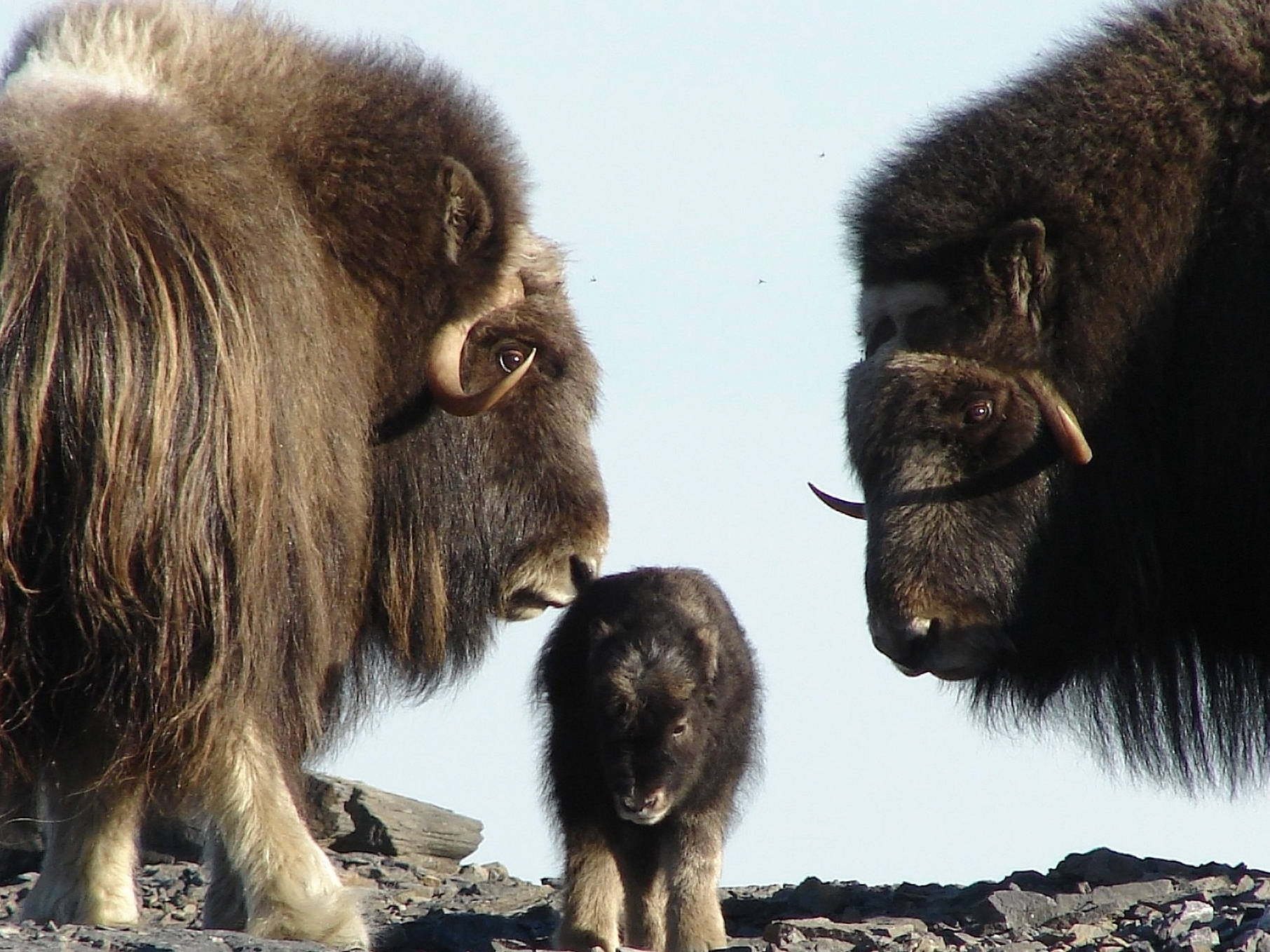
Dos bous mesquers adults i un vedell.

El quiviut és més fort i aïllant que la llana d'ovella i més suau que la llana caixmir. Els pèls interiors d'un mascle adult tenen uns 18 micròmetres de diàmetre i entre cinc i vuit centímetres de llarg. Els pèls de les femelles i animals joves són una mica més prims. A diferència de la llana d'ovella, el quiviut no s'encongeix per l'acció de l'aigua, sigui quina sigui la temperatura. Aquesta interessant propietat fa que el quiviut no es pugui emprar en la fabricació de feltre.

### Taula comparativa
| Tipus            | Diàmetre del pèl (micròmetres) |
| ---------------- | ------------------------------ |
| Quiviut          | 18                             |
| Angora           | 12-16                          |
| Moher (llana)    | 25-45                          |
| Merino strong    | 23-24,5                        |
| Merino medium    | 19,8-22,9                      |
| Merino fine      | 18,6-19,5                      |
| Merino superfine | 15-18,5                        |
| Merino ultrafine | 11,5-15                        |
| Vicunya          | 12                             |
| Pèl de camell    | 18                             |

## Distribució

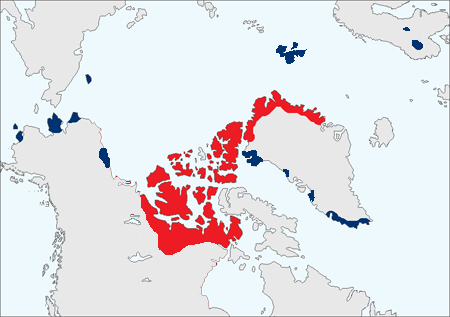
Distribució del bou mesquer. Les zones en blau indiquen introducció artificial. Les zones en vermell indiquen els hàbitats originals.
Distribució de dialectes inuktitut

## Recol·lecció

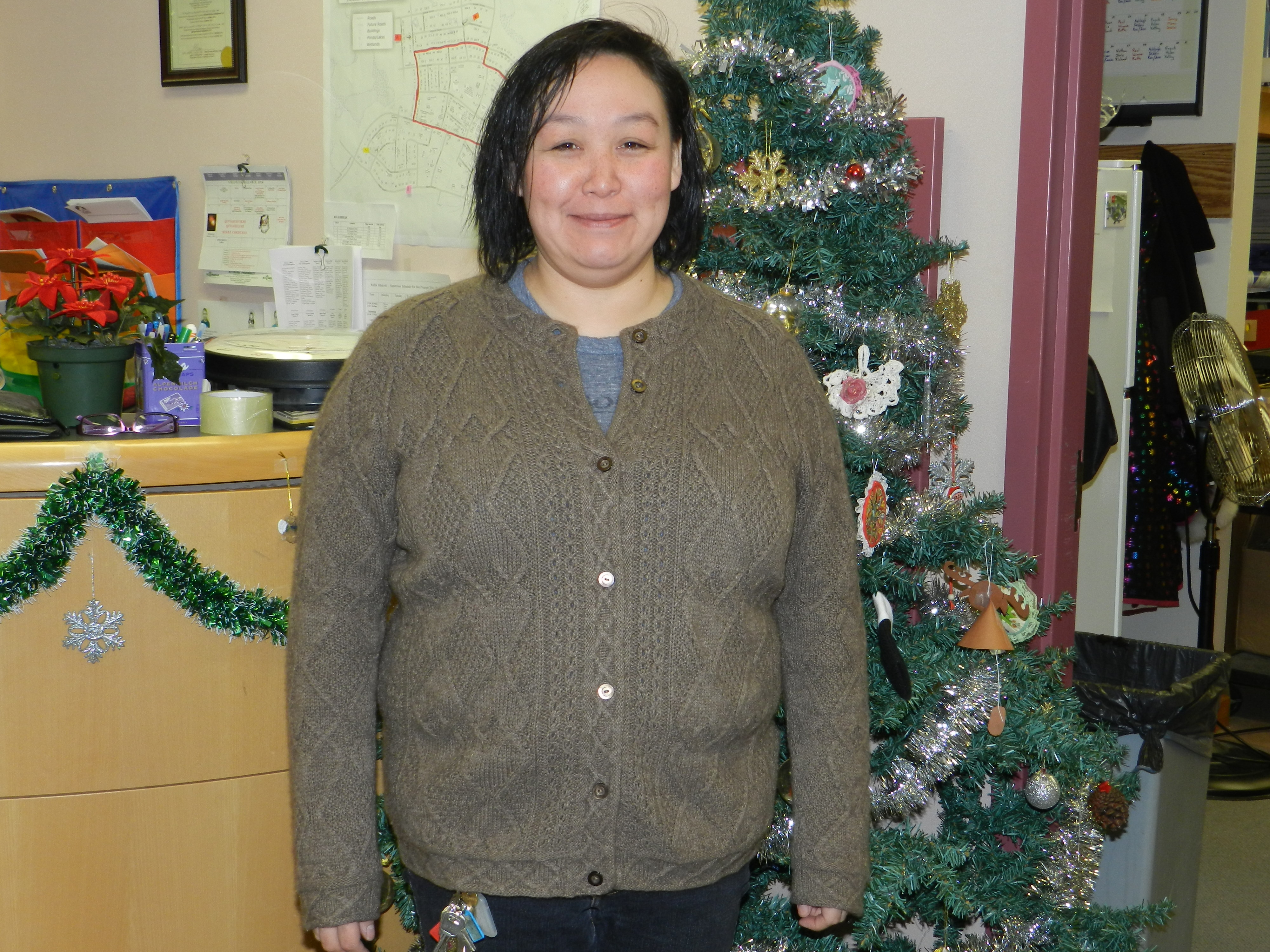
Jersei de quiviut. Amb un preu de 900 dòlars canadencs.

A diferència de la llana de les ovelles que s'obté tallant els pèls (en una operació anomenada tondre o xollar), el quiviut cau de manera natural en la primavera. El bou mesquer té dues menes de pèls: el pèl llarg i exterior (que és relativament permanent) i un borrissol interior format per pèls fins. Els pèls del borrissol creixen amb una densitat molt gran, de l'ordre de 40 per mil·límetre quadrat. Els fol·licles del quiviut són especials: no tenen glàndules sebàcies.
En la primavera, els bous mesquers muden el borrissol, que els cau de manera natural en un període molt curt.

### Bous mesquers salvatges
El quiviut es recull en forma de tofes que l'animal va perdent per terra o enganxades en branques o roques.

### Bous mesquers de granja
El quiviut es recull pentinant amb cura un animal immobilitzat. Així s'obté una llana més neta i gairebé d'una peça. Cada animal proporciona uns tres quilograms de quiviut. A Alaska hi ha dues granges de bous mesquers.

## Aplicacions
Essent una de les llanes més cares del món, el quiviut s'usa per a fer gorres i bufandes de luxe. Un bufanda pot costar uns 300 euros, i un jersei pot costar 900 euros.

## Rentat
Les prendes de quiviut són fàcils de rentar. Amb aigua moderadament calenta i un sabó neutre, es poden rentar a mà.